# Computerspielejournalismus
Computerspielejournalismus (auch Videospieljournalismus) ist ein Bereich des Technikjournalismus, der sich auf das Testen und Beschreiben von Computer- und Videospielen spezialisiert hat. Beiträge des Computerspielejournalismus finden sich in Computerspielezeitschriften (Print- und Onlinemedien), wie auch im Hörfunk, Fernsehen sowie in Videoportalen.

## Formen
Zum Computerspielejournalismus gehören:
- Vorabberichte von kommenden und in Entwicklung befindlichen Computer- und Videospielen
- Testberichte zu kürzlich erschienenen Titeln, meist mit einer Bewertung auf einer Skala von 0 bis 100
- Berichte über Messen und Ausstellungen der Branche
- Interviews mit Entwicklern von Spielen
- Retroberichte, über Spiele und Systeme der Vergangenheit
- Hintergrundberichte, beispielsweise über die Entwicklung eines Spiels, technische Hintergründe
- Berichte, Beiträge und Artikel zum Thema E-Sport

## Geschichte des Computerspielejournalismus im deutschsprachigen Raum
Bekannte Zeitschriften, die sich ausschließlich dem Thema Computer- und Videospiele widmen, gab es im deutschsprachigen Raum seit den 1980er Jahren. Die erste Publikation dieser Art war die kurzlebige TeleMatch, die zwischen Ende 1982 und Anfang 1985 erschien. Die erste Zeitschrift, die sich längerfristig auf dem Markt etablieren konnte, war die ASM, die unter der Regie von Manfred Kleimann ab 1986 erschien. Auch der Computerzeitschrift Happy Computer lag seit 1988 eine monatliche Beilage bei, die sich mit interaktiven Spielen beschäftigte. Diese Beilage wurde von Heinrich Lenhardt und Boris Schneider-Johne geleitet, zwei bekannten Pionieren des deutschen Computerspielejournalismus. Ab 1990 wurde diese Beilage unter dem Namen Power Play als eigenes Magazin herausgegeben. Ab 1992 erschien auch die PC Games, eine der ältesten deutschen Spielezeitschriften. Oftmals lag den Magazinen auch ein Datenträger mit Demos und Vollversionen etwas älterer Spiele bei, anfangs meist eine Diskette, später CD-ROMs und heute meist DVDs.
Mit der immer größeren Verbreitung von Spielkonsolen, erschienen Anfang der 1990er Jahre auch eigene Publikationen für Konsolenspiele, so etwa der Pionier Video Games, der Anfang 1991 als Auskopplung der Power Play (Markt & Technik-Verlag) im Ladenregal stand, jedoch schon nach dem ersten Jahr lukrativ genug war, um als eigenständige Publikation in monatlichem Rhythmus zu erscheinen. Heinrich Lenhardt vom Power-Play-Team war Schirmherr für die Erstausgabe, die Redaktion bestand zudem überwiegend aus Power-Play-Redakteuren, die ihre Videospieltests nicht eins zu eins übernahmen, sondern neu verfassten und gelegentlich anders bewerteten als im Muttermagazin. Ein beachtlicher Teil der Video Games-Redaktion verließ 1993 den Verlag und gründete den direkten Konkurrenten MAN!AC (heute M! Games) unter der Leitung von Ex-Power-Play-Redakteur Martin Gaksch. Daraufhin wurde die Video-Games-Redaktion neu besetzt.
Besonders bekannt war auch das PC-Spiele-Magazin PC Player, das von 1992 bis 2001 erschien. Auch dieses Format wurde von Heinrich Lenhardt und Boris Schneider-Johne gegründet. Historisch ebenfalls wichtig war die Gründung der GameStar, die bis heute als eine der einflussreichsten Zeitschriften in diesem Bereich gilt.
Heute gibt es Zeitschriften, die sich ausschließlich mit PC-Spielen beschäftigen als auch nur mit bestimmten Konsolen, verschiedenen Konsolen oder mit PC-Spielen sowie Konsolenspielen. Mit der Zeitschrift Making Games existiert seit 2005 auch ein Magazin für die Entwickler von Computerspielen.
Nachdem die Verbreitung von Computerspiele-Magazinen in den 1990er Jahren und zu Anfang der 2000er Jahre kontinuierlich zunahm, ist seit etwa 2005 ein drastischer Einbruch der Auflagenzahlen sowie Einstellungen vieler Zeitungen dieses Genres zu erkennen. Dies wird oft mit der immer stärker zunehmenden Verbreitung von Breitband-Internetzugängen begründet. Demos und Vollversionen auf den beiliegenden Datenträgern, oftmals der Hauptanreiz für den Kauf, können nun über das Internet ebenso komfortabel bezogen werden. Auch Testberichte finden sich oft früher im Internet als in Printmagazinen. Im Januar 2017 wurde bekannt, dass sich die Computer Bild Spiele als einzige Computerspiele-Zeitschrift bis zu ihrer Einstellung im August 2019 noch in der IVW-Auflistung befand.
Der Computerspielejournalismus findet deshalb im Internet immer weitere Verbreitung, so etwa auf Websites wie IGN, Gameswelt, 4Players oder GameSpot. Mit GIGA sowie Game One gab es einen vollständigen Fernsehsender sowie Sendungen um diese spezialisierte Thematik im deutschsprachigen Raum, wobei nachfolgende Formate wie Game Two mehr für Videoportalen wie YouTube produziert werden. Auch steigt die Zahl der Hobby-Journalisten, Blogger/Vlogger und Tester durch das Internet.

## Debatten und Kontroversen

### New Games Journalism
Am 23. März 2004 veröffentlichte der britische Spielejournalist Kieron Gillen nach einer Kneipendiskussion mit Freunden über die Spieleberichterstattung ein Manifest mit dem Titel The New Games Journalism. Darin machte sich Gillen für einen Wandel in der Spieleberichterstattung stark, weg von der lange Zeit gültigen, objektiven Programmanalyse, hin zu einer subjektiveren, mit Anekdoten und kulturellen Referenzen aufbereiteten Beschreibung der eigenen Spielerfahrungen, ähnlich einem Reisebericht. Auf diese Weise solle verstärkt der Spieler in den Fokus der Berichterstattung rücken, nicht die Software. Im Kern stellt Gillons Forderung eine Übertragung des Modells des New Journalism von Tom Wolfe auf den Computerspielejournalismus dar.
Gillens Ansatz stieß nicht überall auf Zustimmung und wurde kritisch diskutiert, fand jedoch auch Fürsprecher und gilt als einflussreich, da sich die Spielerberichterstattung bei der Beurteilung von Spielen zum Beispiel zunehmend mit der Anpassung des Spielverlaufs an die eigene Spielweise auseinandersetzen muss, was die bisherigen Berichterstattungsformen vor neue Herausforderung stellte. Am 26. März 2014 fand in London anlässlich des zehnjährigen Jubiläums von Gillens Manifest eine Diskussionsrunde der Bedeutung und Wirkung des New Games Journalism statt, an der auch Gillen selbst teilnahm.

### Interessenkonflikte
Der Computerspielejournalismus wurde vielfach wegen Interessenkonflikten mit Publishern kritisiert. So bezeichnete z. B. Robert Florence von Eurogamer 2012 große Teile der Berichterstattung als „nahezu ununterscheidbar von PR“.
Im Zuge der Gamergate-Kontroverse wurden ebenfalls Vorwürfe über Interessenkonflikte erhoben, die sich jedoch nicht bestätigten und stattdessen als Teil einer Belästigungskampagne gesehen wurden. Dennoch verschärften einige Magazine als Reaktion auf diese Vorwürfe ihre Offenlegungspflichten.